# Machilus thunbergii
Machilus thunbergii är en lagerväxtart som beskrevs av Siebold & Zucc.. Machilus thunbergii ingår i släktet Machilus och familjen lagerväxter. Inga underarter finns listade i Catalogue of Life.